# 非物质文化遗产代表性传承人
中华人民共和国的非物质文化遗产代表性传承人是指承担各类非物质文化遗产代表性项目传承责任，在特定领域内具有代表性，并在一定区域内具有较大影响，经各级文化和旅游主管部门认定的传承人。现已基本建成国家级、省级、市级、县级四级非遗项目传承人认定、管理的规范与名录体系。

## 国家级
截至2020年，国家文化主管部门先后于2007年、2008年、2009年、2012年、2018年认定了五批国家级非物质文化遗产代表性传承人，共3068人。名单可见国家级非物质文化遗产代表性项目代表性传承人列表。